# 오다씨
오다 씨(일본어: 織田氏 오다시[*])는 일본의 무가 씨족이다. 시바씨의 가신 집안으로, 가몬은 오다과(산당화).
오다씨의 발상지는 에치젠국 오다장(오늘날의 후쿠이현 뉴군 에치젠정)에 있는 쓰루기 신사이다. 본성은 처음에는 후지와라씨를, 후에는 헤이시를 자칭했으나 실제로는 인베 씨의 유파인 것으로 알려져 있다.
무로마치 시대에 오와리국의 슈고다이를 맡아 오와리를 근거지로 삼게 되었으며, 센고쿠 시대에 일족 내부의 분쟁을 거쳐 단조노조가의 오다 노부나가가 세력을 크게 떨쳤다. 그러나 천하통일을 눈앞에 둔 시점에서 혼노지의 변으로 노부나가와 그 적자 노부타다가 비명횡사하고, 유력 가신들 사이의 세력다툼 결과 하시바 히데요시가 권력을 장악하고 도요토미씨를 칭하였다. 이후 오다씨는 본국인 깃푸성을 반환받지 못하고 미노의 영주로 전락했다.
세키가하라 전투에서 서군에 가담하여 도쿠가와 이에야스에 의해 단조노조가의 적류였던 히데노부는 승려가 되어 대가 끊겼고 단조노조가의 서류였던 노부카쓰 집안과 우라쿠사이 나가마스 집안의 후손들이 에도 시대에도 살아남아 야마토국 등의 소영주(도자마 다이묘), 하타모토 등으로 막말, 메이지 시대 이후에도 존속하였다. 서류 중 쓰다씨처럼 오다를 칭하지 않고 별개의 이름으로 갈라져 나간 집안도 있다.